# Бойко, Генрих Харитонович
Ге́нрих Харито́нович Бо́йко (4 февраля 1932, Каменец-Подольский, Украинская ССР, СССР — 11 июня 2021, Екатеринбург, Россия) — советский и российский машиностроитель, инженер-конструктор, изобретатель, главный конструктор горнорудного и доменного машиностроения Уральского завода тяжёлого машиностроения (Уралмашзавода) (1978—2000). Лауреат Государственной премии СССР (1981).
Руководитель работ по созданию обжиговых машин, которые положили начало новому направлению в производстве окатышей из железорудных концентратов и которыми оснащены все крупные горно-обогатительные комбинаты России и стран ближнего зарубежья. Руководитель создания и освоения многих видов высокопроизводительных экскаваторов, широко применяемых на угольных разрезах и при добыче других полезных ископаемых в России и во многих странах по всему миру.

## Биография
Родился 4 февраля 1932 года в городе Каменец-Подольский Украинской ССР. Будучи ребёнком, чуть не погиб во время массового голода на Украине (1932—1933) и выжил только благодаря невероятным усилиям родителей. В 1932—1937 гг. вместе с отцом и матерью проживал в селе Говоры, по месту работы отца.
Отец — Бойко Харитон Варфоломеевич (02.1903—08.12.1943) с 1932 по 1937 год работал директором сельскохозяйственного техникума в селе Говоры, а с 1937 по 1941 год — директором Каменец-Подольского областного государственного архива. В июне 1941 года, после начала Великой Отечественной войны, по приказу вышестоящего начальства, вместе с архивом эвакуировался в Ростовскую область, в 1942 году был призван в ряды Красной Армии, а 8 декабря 1943 года погиб в бою с немецко-фашистскими войсками в Харьковской области, где и был захоронен в одной из братских могил. Занесён в Книгу Памяти Украины. Мать — Гончарук Мария Семёновна (12.1908—27.07.1990) работала агрономом по шелководству и тутоводству в «Облшёлке» в городе Каменец-Подольском.
В 1941—1944 гг. проживал в оккупированном немецко-фашистскими войсками городе Каменец-Подольском.
В 1950 году с отличием окончил школу № 8 города Каменца-Подольского.
В 1955 году окончил химико-технологический факультет Киевского политехнического института по специальности «Технология электрохимических производств» с присвоением квалификации «инженер-технолог» (дипломная работа «Цех бертолетовой соли»). В период обучения в институте одним из его преподавателей был видный советский учёный, химик В. А. Избеков.
После окончания института был направлен по распределению на Сибирский завод тяжёлого машиностроения (Сибтяжмаш) в город Красноярск.
В 1955—1956 гг. — инженер-конструктор Отдела Главного конструктора Сибтяжмаша.
Работал над проектированием вращающихся печей для производства цементного клинкера под руководством главного конструктора Сибтяжмаша, крупного советского инженера А. Б. Верника.
В связи с переносом производства цементного оборудования с Сибтяжмаша на Уральский завод тяжёлого машиностроения (Уралмашзавод) и организацией на Уралмашзаводе центрального конструкторского бюро цементного оборудования переведён на Уралмашзавод. С 1956 года — на Уралмашзаводе.
В 1956—1959 гг. — инженер-конструктор центрального конструкторского бюро цементного оборудования.
В 1959—1960 гг. — старший инженер-конструктор центрального конструкторского бюро цементного оборудования.
В 1960—1961 гг. — инженер-конструктор I категории Отдела Главного конструктора горнорудного и доменного машиностроения; руководитель группы конструкторского бюро по разработке нестандартного оборудования.
Работал под руководством главного конструктора горнорудного и доменного машиностроения Уралмашзавода, видного советского инженера В. Р. Кубачека.
В 1961—1966 гг. — руководитель группы Отдела Главного конструктора общего машиностроения.
В 1966—1973 гг. — руководитель группы Отдела Главного конструктора горнорудного и доменного машиностроения.
Работал под руководством главного конструктора горнорудного и доменного машиностроения Уралмашзавода, одного из основателей советской школы горного экскаваторостроения, создателя первого в СССР шагающего экскаватора, разработчика самого большого в СССР шагающего экскаватора ЭШ-100.100 Б. И. Сатовского.
В течение 1969 года работал в Великобритании в городе Стоктон-он-Тис в компании «Ashmore, Benson, Pease & Co» приёмщиком оборудования, закупленного по импорту внешнеэкономическим объединением «Машиноимпорт» СССР для фабрики окомкования Северного горно-обогатительного комбината — крупнейшего в Европе горнодобывающего предприятия с законченным циклом подготовки железорудного концентрата и окатышей. Оборудование изготовлялось по лицензии и чертежам западногерманской компании «Lurgi», расположенной в городе Франкфурт-на-Майне, на многих заводах по всей Великобритании. Британская компания «Ashmore, Benson, Pease & Co» выступала в качестве продавца оборудования советской стороне.
В 1973—1974 гг. — начальник конструкторской группы Отдела Главного конструктора горнорудного и доменного машиностроения.
В 1974—1978 гг. — заместитель главного конструктора горнорудного и доменного машиностроения.
В 1974—1975 гг. работал в США в городе Милуоки в штате Висконсин в компании «Allis-Chalmers» приёмщиком оборудования, закупленного по импорту внешнеэкономическим объединением «Машиноимпорт» СССР для фабрики окомкования Днепровского горно-обогатительного комбината. Во время посещения компании «Allis-Chalmers» делегацией Министерства тяжёлого машиностроения СССР во главе с генеральным директором Уралмашзавода Н. И. Рыжковым работал его переводчиком. Вместе с делегацией посетил производство землеройной техники в городе Милуоки и производство окатышей в штате Миннесота компании «P&H Mining Equipment».
В 1978—2000 гг. — главный конструктор горнорудного и доменного машиностроения.
Главный инженер проекта обжиговых машин ОК-6-108, ОК-1-306 и ОК-1-520, которые положили начало новому направлению в рудоподготовке и производстве в широких промышленных масштабах обожжённых окатышей из тонкоизмельчённых железорудных концентратов. Этой техникой оснащены все крупные горно-обогатительные комбинаты России и стран ближнего зарубежья.
Руководитель проектных работ по созданию шагающих экскаваторов ЭШ 40.100, ЭШ 11.75; гусеничных экскаваторов ЭКГ-20А, ЭКГ-12, ЭКГ-5В; гусеничного драглайна ЭДГ 3,2.30; гидравлического экскаватора ЭГО-4А.
В рамках деловых командировок неоднократно работал и тесно сотрудничал с машиностроительными и металлургическими компаниями Армении, Белоруссии, Бельгии, Великобритании, Германии, Индии, Ирана, Казахстана, Норвегии, Пакистана, Румынии, США, Турции, Украины, Финляндии, Франции, Швеции, Эстонии, стран бывшей Югославии.
На протяжении многих лет тесно и активно взаимодействовал с Уральским государственным горным университетом (УГГУ) в научно-исследовательской сфере. При его административной поддержке и непосредственном участии, совместно с учёными Уральского государственного горного университета (УГГУ), в том числе с В. А. Масленниковым, было выполнено большое число договорных научно-исследовательских, опытно-конструкторских и технологических работ (НИОКР) для Уралмашзавода. Долгое время являлся председателем Государственной аттестационной комиссии (ГАК) кафедры горных машин и комплексов (ГМК) горно-механического факультета Уральского государственного горного университета (УГГУ).
Автор (вместе с соавторами) 66 авторских свидетельств и 10 патентов. Автор печатных работ, в том числе множества научных статей в ведущих отечественных и зарубежных научных журналах.
Скончался 11 июня 2021 года в Екатеринбурге. Похоронен на Северном кладбище Екатеринбурга.

## Семья
- Первая жена: Галина Викторовна Бойко (урождённая Зудилова, по второму мужу Митрошина) (1932—2022).
  - Сын: Владимир Генрихович Бойко (род. 1956) — советский и российский журналист, редактор, переводчик, эссеист, поэт.
- Вторая жена: Ирина Леонидовна Бойко (урождённая Машевская) (1935—2019) — дочь советского инженера-конструктора Л. Л. Машевского.
  - Дочь: Мария Генриховна Порунова (урождённая Бойко) (1960—1996).
    - Внук: Максим Владимирович Порунов (род. 1991).
- Третья жена: Людмила Дмитриевна Акименко (урождённая Зотяева) (1939—2021).

## Награды и премии
- Орден Трудового Красного Знамени (1977)
- Медаль «Ветеран труда» (1986)
- Государственная премия СССР (1981) — за создание и внедрение гаммы обжиговых машин для производства в широких промышленных масштабах окатышей из тонкоизмельчённых железорудных концентратов (с коллективом)
- Нагрудный знак «Изобретатель СССР»
- Две серебряные медали «За успехи в народном хозяйстве СССР» и «Лауреат ВДНХ СССР» (1983, 1989)
- Звание «Почётный работник Министерства тяжёлого машиностроения СССР» (1986)
- Нагрудные знаки «За ударный труд» I, II, III степеней Министерства тяжёлого машиностроения СССР (1984, 1980, 1979)
- Нагрудный знак «Отличник качества» Министерства тяжёлого машиностроения СССР (1978)
- Премия Уралмашзавода (2004) — за разработку и создание высокоэффективного оборудования для металлургической, горнодобывающей и нефтегазовой отраслей промышленности РФ, стран СНГ и дальнего зарубежья (с коллективом)